# Habranthus andalgalensis
Habranthus andalgalensis é uma espécie de planta do gênero Habranthus.